# Nazionale maschile under 20 di calcio dell'Ucraina
La Nazionale di Calcio dell'Ucraina Under-20, controllata dalla UEFA, è la rappresentativa dell'Ucraina nelle competizioni U-20.

## Competizioni

### Mondiali U-20
| Anno   | Piazzamento      | G               | V               | N*              | P               | GF              | GS              |
| ------ | ---------------- | --------------- | --------------- | --------------- | --------------- | --------------- | --------------- |
| 1977   | Non qualificata  | Non qualificata | Non qualificata | Non qualificata | Non qualificata | Non qualificata | Non qualificata |
| 1979   | Non qualificata  | Non qualificata | Non qualificata | Non qualificata | Non qualificata | Non qualificata | Non qualificata |
| 1981   | Non qualificata  | Non qualificata | Non qualificata | Non qualificata | Non qualificata | Non qualificata | Non qualificata |
| 1983   | Non qualificata  | Non qualificata | Non qualificata | Non qualificata | Non qualificata | Non qualificata | Non qualificata |
| 1985   | Non qualificata  | Non qualificata | Non qualificata | Non qualificata | Non qualificata | Non qualificata | Non qualificata |
| 1987   | Non qualificata  | Non qualificata | Non qualificata | Non qualificata | Non qualificata | Non qualificata | Non qualificata |
| 1989   | Non qualificata  | Non qualificata | Non qualificata | Non qualificata | Non qualificata | Non qualificata | Non qualificata |
| 1991   | Non qualificata  | Non qualificata | Non qualificata | Non qualificata | Non qualificata | Non qualificata | Non qualificata |
| 1993   | Non qualificata  | Non qualificata | Non qualificata | Non qualificata | Non qualificata | Non qualificata | Non qualificata |
| 1995   | Non qualificata  | Non qualificata | Non qualificata | Non qualificata | Non qualificata | Non qualificata | Non qualificata |
| 1997   | Non qualificata  | Non qualificata | Non qualificata | Non qualificata | Non qualificata | Non qualificata | Non qualificata |
| 1999   | Non qualificata  | Non qualificata | Non qualificata | Non qualificata | Non qualificata | Non qualificata | Non qualificata |
| 2001   | Ottavi di finale | 4               | 2               | 1               | 1               | 6               | 5               |
| 2003   | Non qualificata  | Non qualificata | Non qualificata | Non qualificata | Non qualificata | Non qualificata | Non qualificata |
| 2005   | Ottavi di finale | 4               | 1               | 1               | 2               | 7               | 7               |
| 2007   | Non qualificata  | Non qualificata | Non qualificata | Non qualificata | Non qualificata | Non qualificata | Non qualificata |
| 2009   | Non qualificata  | Non qualificata | Non qualificata | Non qualificata | Non qualificata | Non qualificata | Non qualificata |
| 2011   | Non qualificata  | Non qualificata | Non qualificata | Non qualificata | Non qualificata | Non qualificata | Non qualificata |
| 2013   | Non qualificata  | Non qualificata | Non qualificata | Non qualificata | Non qualificata | Non qualificata | Non qualificata |
| 2015   | Ottavi di finale | 4               | 2               | 1               | 1               | 10              | 1               |
| 2017   | Non qualificata  | Non qualificata | Non qualificata | Non qualificata | Non qualificata | Non qualificata | Non qualificata |
| 2019   | Campione         | 7               | 6               | 1               | 0               | 13              | 4               |
| 2023   | Non qualificata  | Non qualificata | Non qualificata | Non qualificata | Non qualificata | Non qualificata | Non qualificata |
| Totale | 4/22             | 19              | 11              | 4               | 4               | 36              | 17              |

## Rosa attuale
Lista dei giocatori convocati per il Campionato mondiale di calcio Under-20 2019.
| N. | Pos. | Giocatore            | Data di nascita/Età | Squadra            |
| -- | ---- | -------------------- | ------------------- | ------------------ |
| 1  | P    | Andrij Lunin         | 11 febbraio 1999    | Leganés            |
| 2  | D    | Valerij Bondar       | 27 febbraio 1999    | Šachtar            |
| 3  | D    | Oleksandr Safronov   | 11 giugno 1999      | Dnipro-1           |
| 4  | D    | Denys Popov          | 17 febbraio 1999    | Dinamo Kiev        |
| 5  | D    | Oleh Veremijenko     | 13 febbraio 1999    | Kaluš              |
| 6  | C    | Maksym Čech          | 3 gennaio 1999      | Šachtar            |
| 7  | C    | Heorhij Citaišvili   | 18 novembre 2000    | Dinamo Kiev        |
| 8  | C    | Oleksij Chachl'ov    | 6 febbraio 1999     | Alavés             |
| 9  | D    | Viktor Kornijenko    | 15 febbraio 1999    | Šachtar            |
| 10 | C    | Serhij Buleca        | 16 febbraio 1999    | Dinamo Kiev        |
| 11 | A    | Vladyslav Suprjaha   | 15 febbraio 2000    | Dinamo Kiev        |
| 12 | P    | Vladyslav Kučeruk    | 14 febbraio 1999    | Dinamo Kiev        |
| 13 | D    | Danylo Beskorovajnyj | 7 febbraio 1999     | Zemplín Michalovce |
| 14 | A    | Danylo Sikan         | 16 aprile 2001      | Mariupol'          |
| 15 | C    | Kyrylo Dryšljuk      | 16 settembre 1999   | Oleksandrija       |
| 16 | C    | Mykola Musolitin     | 21 gennaio 1999     | Čornomorec'        |
| 17 | D    | Juchym Konoplja      | 26 agosto 1999      | Šachtar            |
| 18 | A    | Denys Ustymenko      | 12 aprile 1999      | Oleksandrija       |
| 19 | D    | Ihor Snurnicyn       | 7 marzo 2000        | Olimpik Donec'k    |
| 20 | P    | Dmytro Riznyk        | 30 gennaio 1999     | Vorskla            |
| 21 | C    | Oleksij Kaščuk       | 29 giugno 2000      | Šachtar            |

## Tutte le rose

### Campionato mondiale Under-20
Campionato del mondo Under-20 20011 Kusliy, 2 Pasichnychenko, 3 Shershun, 4 Symonenko, 5 Komarnytskyi, 6 Stoyan, 7 Bondarenko, 8 Smalko, 9 Bjelik, 10 Valeyev, 11 Herasymenko, 12 Kabanov, 13 Prokhorov, 14 Khistyev, 15 Danylovs'kyj, 16 Nakonechnyi, 17 Haj, 18 Rudenko, CT: Kroshchenko
Campionato del mondo Under-20 20051 Musin, 2 Hololobov, 3 Dopilka, 4 Kicuta, 5 Jacenko, 6 Rožok, 7 Proshyn, 8 Alijev, 9 Sytnyk, 10 Mileŭski, 11 Hladkyj, 12 Šust, 13 Feščuk, 14 Aržanov, 15 Jarmaš, 16 Vorobej, 17 Sambors'kyj, 18 Siljuk, 19 Herasymjuk, 20 Derkač, 21 Martyščuk, CT: Mychajlyčenko
Campionato del mondo Under-20 20151 Pidkivka, 2 Kačaraba, 3 Kuznecov, 4 Burda, 5 Tkačuk, 6 Tankovs'kyj, 7 Čumak, 8 Polehen'ko, 9 Kabajev, 10 Bjesjedin, 11 Jaremčuk, 12 Sarnavs'kyj, 13 Habelok, 14 Lučkevyč, 15 Tatarkov, 16 Hrycenko, 17 Kovalenko, 18 Sobol', 19 Kovtun, 20 Nemtinov, 21 Charatin, CT: Petrakov
Campionato del mondo Under-20 20191 Lunin, 2 Bondar, 3 Safronov, 4 Popov, 5 Veremijenko, 6 Čech, 7 Ts'it'aishvili, 8 Chachl'ov, 9 Kornijenko, 10 Buleca, 11 Suprjaha, 12 Kučeruk, 13 Beskorovajnyj, 14 Sikan, 15 Dryšljuk, 16 Musolitin, 17 Konoplja, 18 Ustymenko, 19 Snurnicyn, 20 Riznyk, 21 Kaščuk, CT: Petrakov